# Kevin Durant
Kevin Wayne Durant (/dəˈrænt/ də-RANT; sinh ngày 29 tháng 9 năm 1988), cũng được biết đến với tên viết tắt là KD, là một cầu thủ bóng rổ chuyên nghiệp người Mỹ chơi cho đội Phoenix Suns thuộc Giải Bóng rổ Nhà nghề Mỹ (NBA). Anh đã giành được hai chức vô địch NBA. Anh được xếp hạng là một trong những cầu thủ bóng rổ có thu nhập cao nhất trên thế giới. Anh còn được Tạp chí Time bình chọn là 100 người ảnh hưởng nhất trên thế giới vào năm 2018.